# Улица Речников (Москва)
У́лица Речнико́в (до 1 октября 1974 г. — проектируемый проезд № 260) — улица в районе Нагатинский Затон Южного административного округа города Москвы. Проходит между Судостроительной и Коломенской улицами.

## Транспорт

### Метро
- Станция «Коломенская»
- Станция «Кленовый бульвар»

### Наземный транспорт
| 47:                                                   | Нагатино • Коломенская • Нагатинская • Верхние Котлы • Тульская • Шаболовская • Октябрьская |
| 49:                                                   | Нагатино • Коломенская • Нагатинская • Верхние Котлы • Даниловская мануфактура              |
| 824:                                                  | Нагатинский Затон • Кленовый бульвар • Коломенская • Кленовый бульвар                       |
| Ошибка: маршрут А 824п не описан в модуле НОТ Москвы. |                                                                                             |

«→» — остановки проходятся только при движении в прямом направлении; «←» — остановки проходятся только при движении в обратном направлении.